# Speedway Grand Prix 2013
Speedway Grand Prix 2013 var 2013 års VM-serie i speedway, ingående i Speedway Grand Prix. Den kördes över tolv deltävlingar. Säsongen inleddes på Nya Zeeland 23 mars och avslutades i Polen 5 oktober. Världsmästare blev den 23-årige britten Tai Woffinden.

## Tävlingar
| Datum        | Grand Prix                                          | Ort                 | Bana                     | Segrare          | Tvåa                   | Trea               | Fyra             |
| ------------ | --------------------------------------------------- | ------------------- | ------------------------ | ---------------- | ---------------------- | ------------------ | ---------------- |
| 23 mars      | Buckley Systems New Zealand FIM Speedway Grand Prix | Auckland            | Western Springs          | Jaroslaw Hampel  | Tomasz Gollob          | Nicki Pedersen     | Greg Hancock     |
| 20 april     | Motorsportwash.com European FIM Speedway Grand Prix | Bydgoszcz           | Polonia Stadion          | Emil Sayfutdinov | Matej Zagar            | Tomasz Gollob      | Tai Woffinden    |
| 4 maj        | Fogo Swedish FIM Speedway Grand Prix                | Göteborg            | Nya Ullevi               | Emil Sayfutdinov | Chris Holder           | Nicki Pedersen     | Jaroslaw Hampel  |
| 18 maj       | Mitas Czech Republic FIM Speedway Grand Prix        | Prag                | Marketa Stadion          | Tai Woffinden    | Krzysztof Kasprzak     | Nicki Pedersen     | Emil Sayfutdinov |
| 1 juni       | Fogo British FIM Speedway Grand Prix                | Cardiff             | Millennium Stadium       | Emil Sayfutdinov | Niels-Kristian Iversen | Krzysztof Kasprzak | Fredrik Lindgren |
| 15 juni      | Gorzow FIM Speedway Grand Prix of Poland            | Gorzów Wielkopolski | Edward Jancarz Stadion   | Jaroslaw Hampel  | Chris Holder           | Tai Woffinden      | Greg Hancock     |
| 29 juni      | Moldow Danish FIM Speedway Grand Prix               | Köpenhamn           | Parken                   |                  |                        |                    |                  |
| 3 augusti    | Italian Speedway Grand Prix                         | Terenzano           | Olimpia Stadium          |                  |                        |                    |                  |
| 17 augusti   | Latvian Speedway Grand Prix                         | Daugavpils          | Latvijas Spidveja Centrs |                  |                        |                    |                  |
| 7 september  | Slovenian Speedway Grand Prix                       | Krsko               | Stadion Matija Gubca     |                  |                        |                    |                  |
| 21 september | Scandinavian Speedway Grand Prix                    | Stockholm           | Friends Arena            |                  |                        |                    |                  |
| 5 oktober    | Torun Speedway Grand Prix of Poland                 | Toruń               | Mariana Rose Motoarena   |                  |                        |                    |                  |

## Slutställning
1. Tai Woffinden, 151 p.
2. Jaroslaw Hampel, 142 p.
3. Niels-Kristian Iversen, 132 p.
4. Greg Hancock, 129 p.
5. Nicki Pedersen, 121 p.
6. Emil Sajfutdinov, 114 p.
7. Matej Zagar, 110 p.
8. Darcy Ward, 106 p.
9. Tomasz Gollob, 89 p.

### Fotnoter
1. ↑  Tävlingskalendern till Grand Prix och lag-VM 2013  Arkiverad 26 februari 2013 hämtat från the Wayback Machine. - aktuellspeedway.se 26 oktober 2012
2. ↑  Hampel vann i premiären! - aktuellspeedway.se 23 mars 2013

### Webbkällor
- Aktuell Speedway